# Pupusa

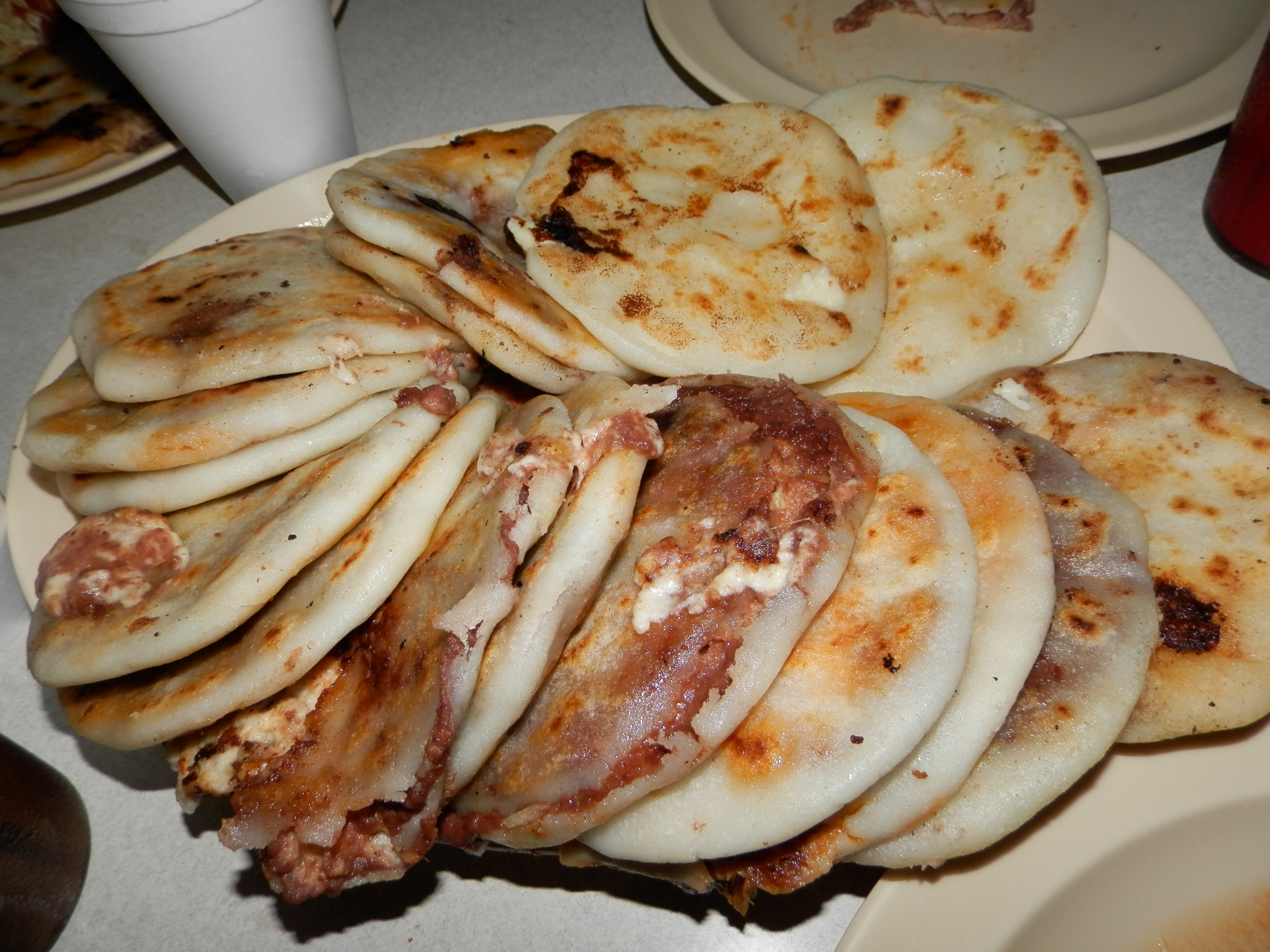
Pupusas.

Pupusa (pronúncia em castelhano: pronúncia espanhola: [puˈpusa], derivada do original pupusawa na língua pipil) é um tradicional prato salvadorenho, que consiste numa tortilha espessa com recheio salgado, tipicamente acompanhada pelo "curtido" - uma salada de repolho apimentada. As pupusas também são populares em Honduras, especialmente nas regiões meridionais próximas à fronteira com El Salvador.
Essas tortilhas são feitas à mão com massa de milho nixtamalizada, recheada e cozida num utensílio largo e chato denominado comal. Recheios comuns incluem um ou mais tipos de queijo, torresmos, loroco e feijões.

## Etimologia
Pupusa pode ser uma adaptação de popotlax, por si só uma combinação pipil ou náuatle de popotl (que significa "estufado") e tlaxkalli, que significa tortilla. Assim como pode vir diretamente da palavra pipil, pupusawa.

## História

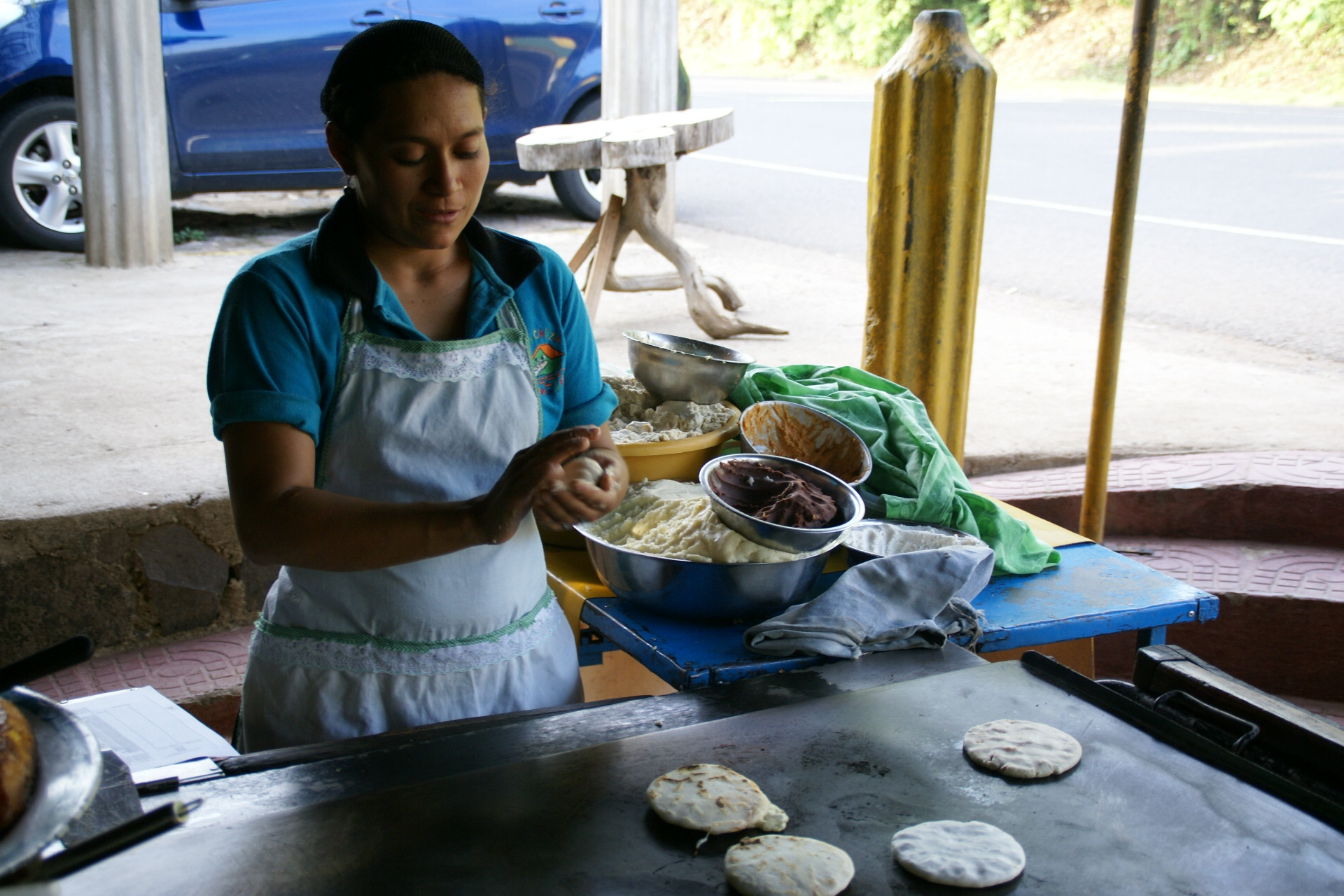
Fabricação de pupusas em Las Chinamas, El Salvador

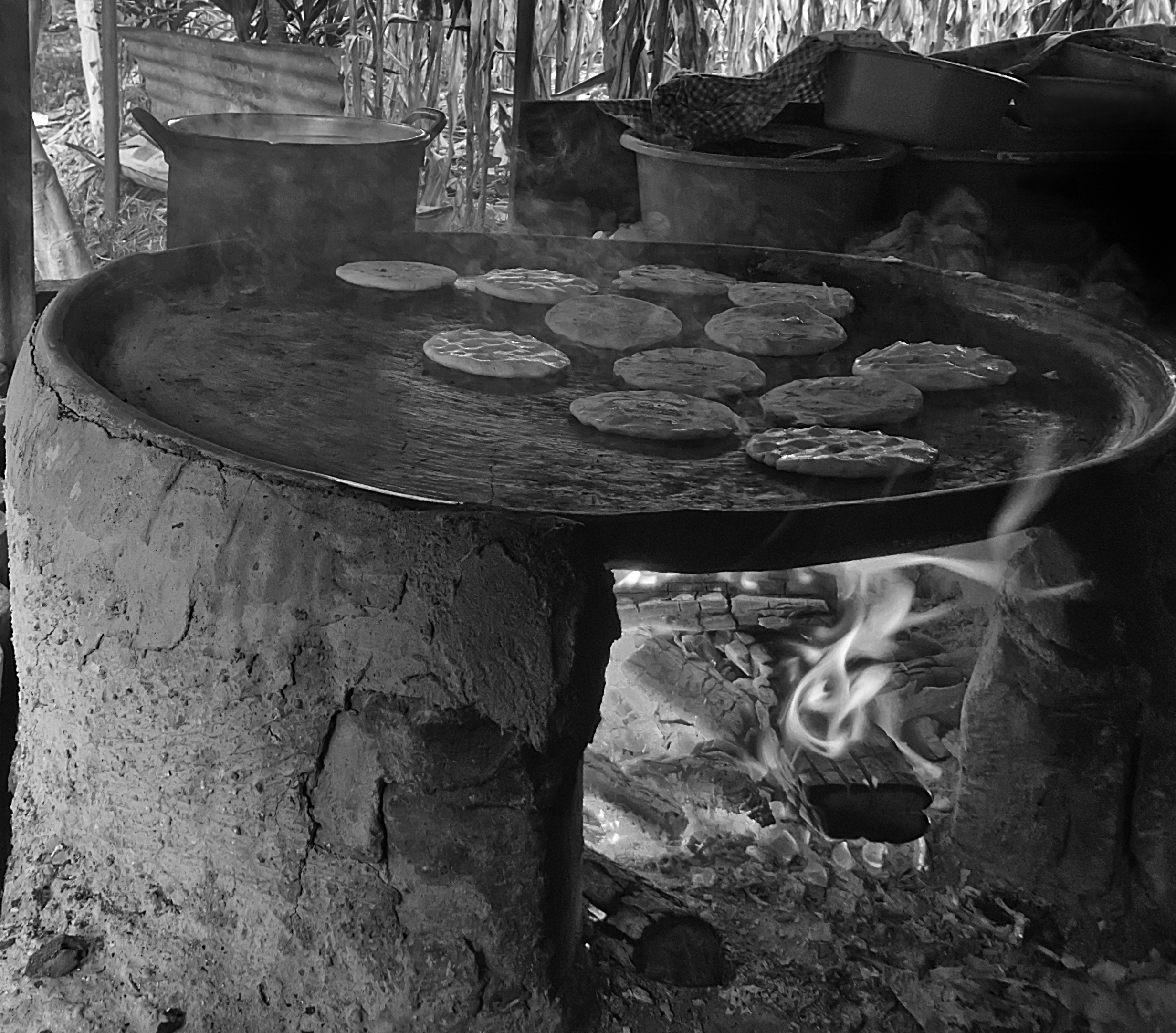
Pupusas tradicionais em El Salvador são preparadas sobre fogo de lenha usando um utensílio largo e plano, denominado comal.

As pupusas foram criadas séculos atrás pelos tribos pipil que habitavam o território atualmente pertencente a El Salvador. Utensílios de cozinha para sua preparação foram escavados em Joya de Cerén, a "Pompeia de El Salvador", sítio de uma aldeia nativa que foi soterrada pelas cinzas de uma erupção vulcânica, e onde alimentos foram preservados na forma na qual estavam sendo cozidos por quase 2 000 anos. Os instrumentos para sua preparação também foram encontrados em outros sítios arqueológicos em El Salvador. As pupusas pré-colombianas eram vegetarianas e em formato de meia-lua, recheadas com flores e brotos, ervas, fungos e sal. Por volta de 1570 a carne foi adicionada aos recheios, como notado pelo monge franciscano Bernardino de Sahagún.
Em 1 de abril de 2005, a Assembleia Legislativa de El Salvador declarou as pupusas o prato nacional e que o segundo domingo de novembro de cada ano dali em diante seria o "Dia Nacional da Pupusa". Uma feira é tipicamente realizada nesse dia na capital San Salvador e em outras cidades maiores. Em 10 de novembro de 2007, durante as celebrações do Dia Nacional da Pupusa, o secretário da Cultura organizou uma feira onde se fez a maior pupusa do mundo, com 3,15 m de diâmetro com 90 kg de massa de milho, 18 kg de queijo e 18 kg de torresmo, tendo alimentado 5 000 pessoas. Cinco ans depois, o recorde foi quebrado com uma pupusa de 4,25 m de diâmetro. O Guinness World Records relaciona a maior pupusa com 4,5 m de diâmetro, produzida em Olocuilta, El Salvador em 8 de novembro de 2015.
Em 25 de setembro de 2011 as pupusas foram intituladas a melhor comida de rua daquele ano em Nova Iorque.Tanto em El Salvador quanto no estrangeiro, as pupusas são tradicionalmente servidas com "curtido" (uma espécie de salada de repolho, análoga ao chucrute alemão e ao kimchi coreano, que vem em variedades suaves e apimentadas) e molho de tomate, tradicionalmente comidas com as mãos.

## Controvérsia
El Salvador e Honduras clamam ser o lugar de origem da pupusa. O arqueólogo salvadorenho Roberto Ordóñez atribui a criação da pupusa ao povo pipil em função do significado do nome ('inchado') na língua pipil e os artefatos encontrados em  Joya de Cerén que mostram ingredientes e utensílios usados na fabricação de versões mais antigas de pupusas. etimologistas hondurenhos dizem que, sendo a língua pipil tão próxima da náuatle, os nahua que viviam onde hoje se situa Honduras também podem ter criado o prato. A questão da origem das pupusas é relevante por os dois países disputarem os direitos exclusivos à exportação do produto. Em 2003, numa reunião após uma negociação de dois dias, a delegação hondurenha cedeu os direitos a El Salvador.

## Variantes e relacionados
Uma variante da pupusa em El Salvador é a pupusa de arroz. A farinha de arroz é utilizada para fazer a massa, sendo geralmente recheada com carne de porco, queijo, feijão, abobrinha. Outra variação regional é encontrada em Alegría é a pupusa de banano, que utiliza recheio com bananas-da-terra. Pupusas feitas nos Estados Unidos usam massa de milho. Taco Cabana, uma rede de culinária Tex-Mex no Texas, criou um produto denominado "pupusa" sem relação com o prato salvadorenho.

## Galeria

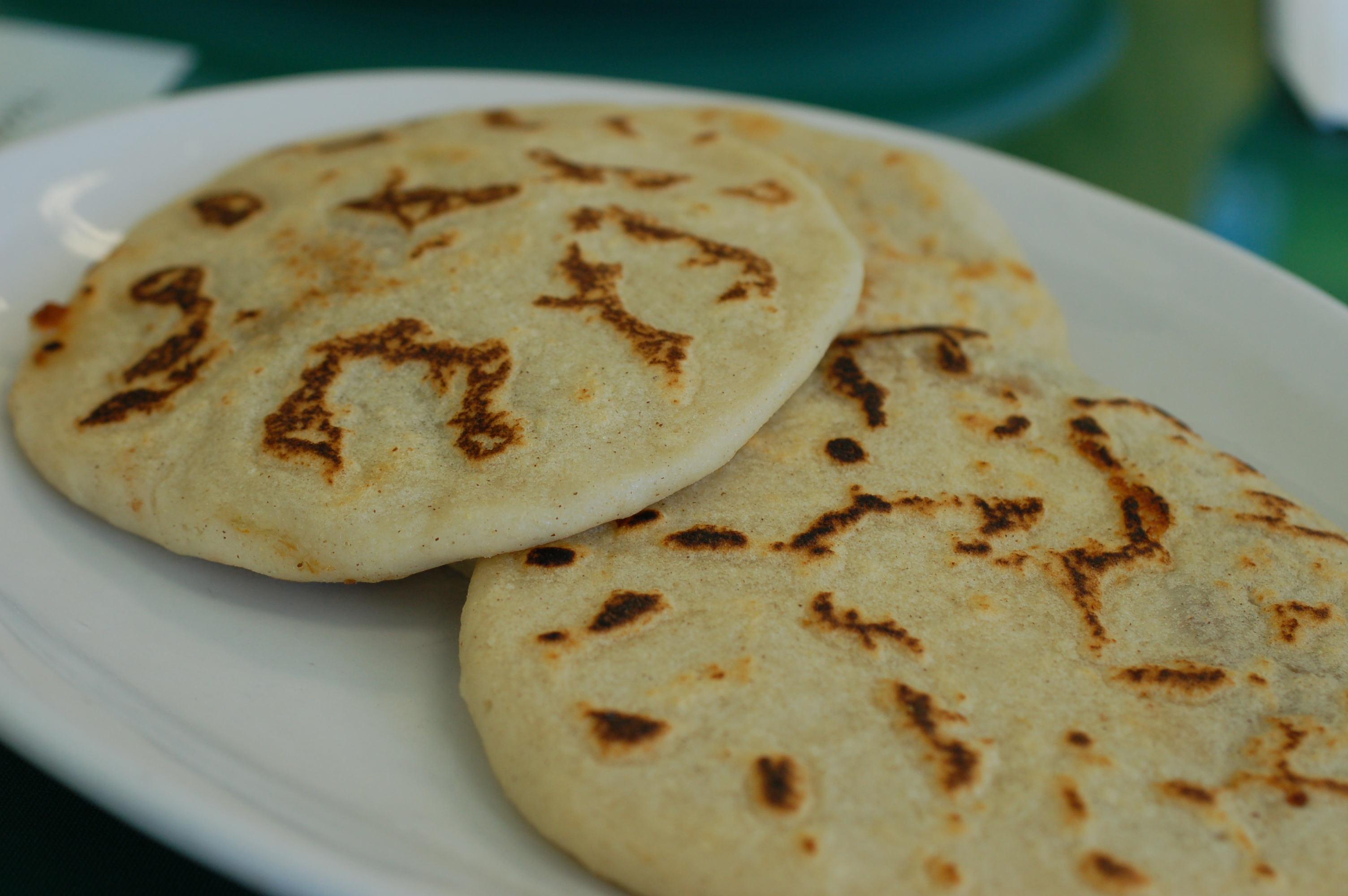
Pupusas revueltas recheadas com carne, feijão e queijo.
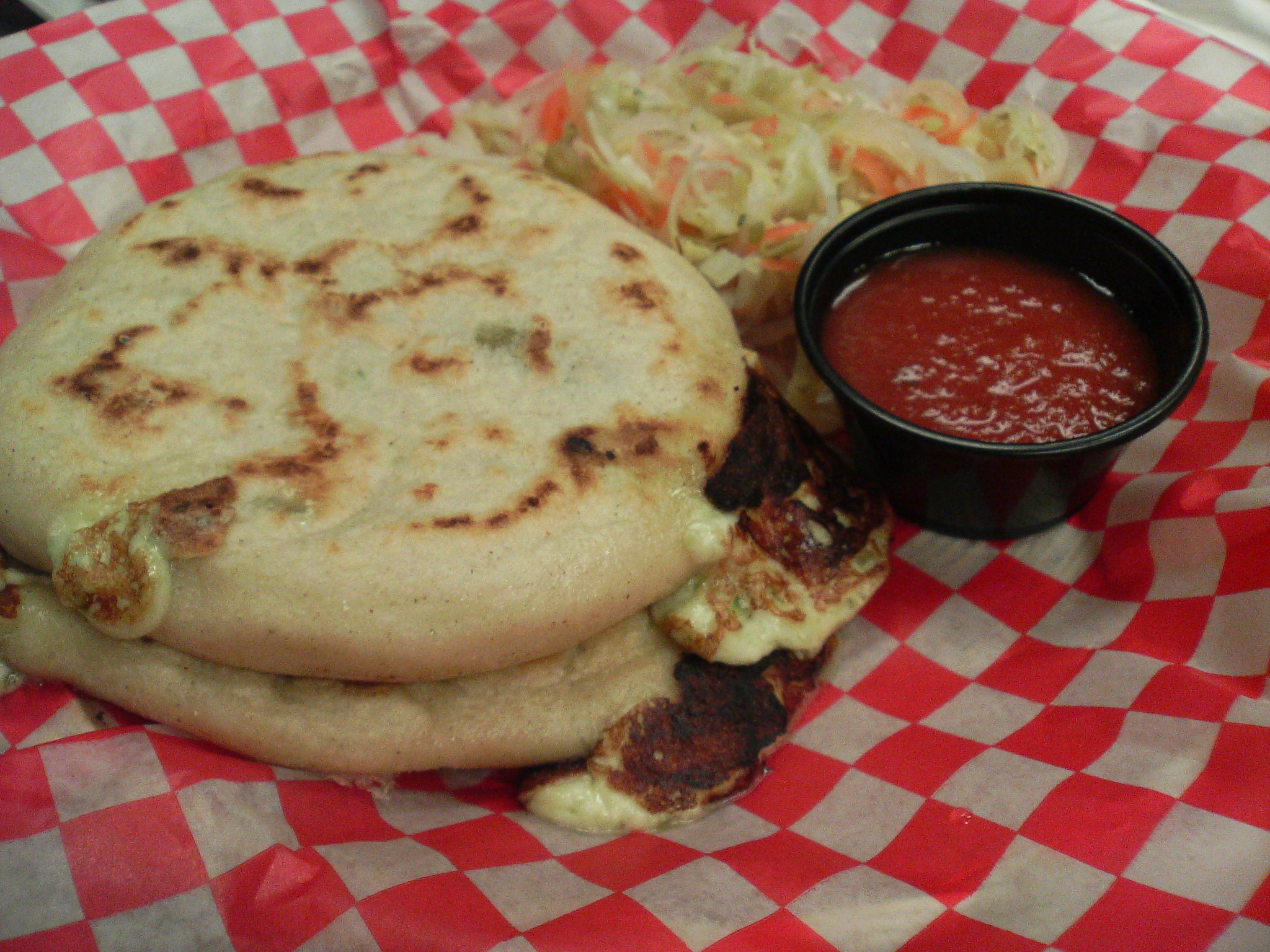
Pupusas e molho de tomate.
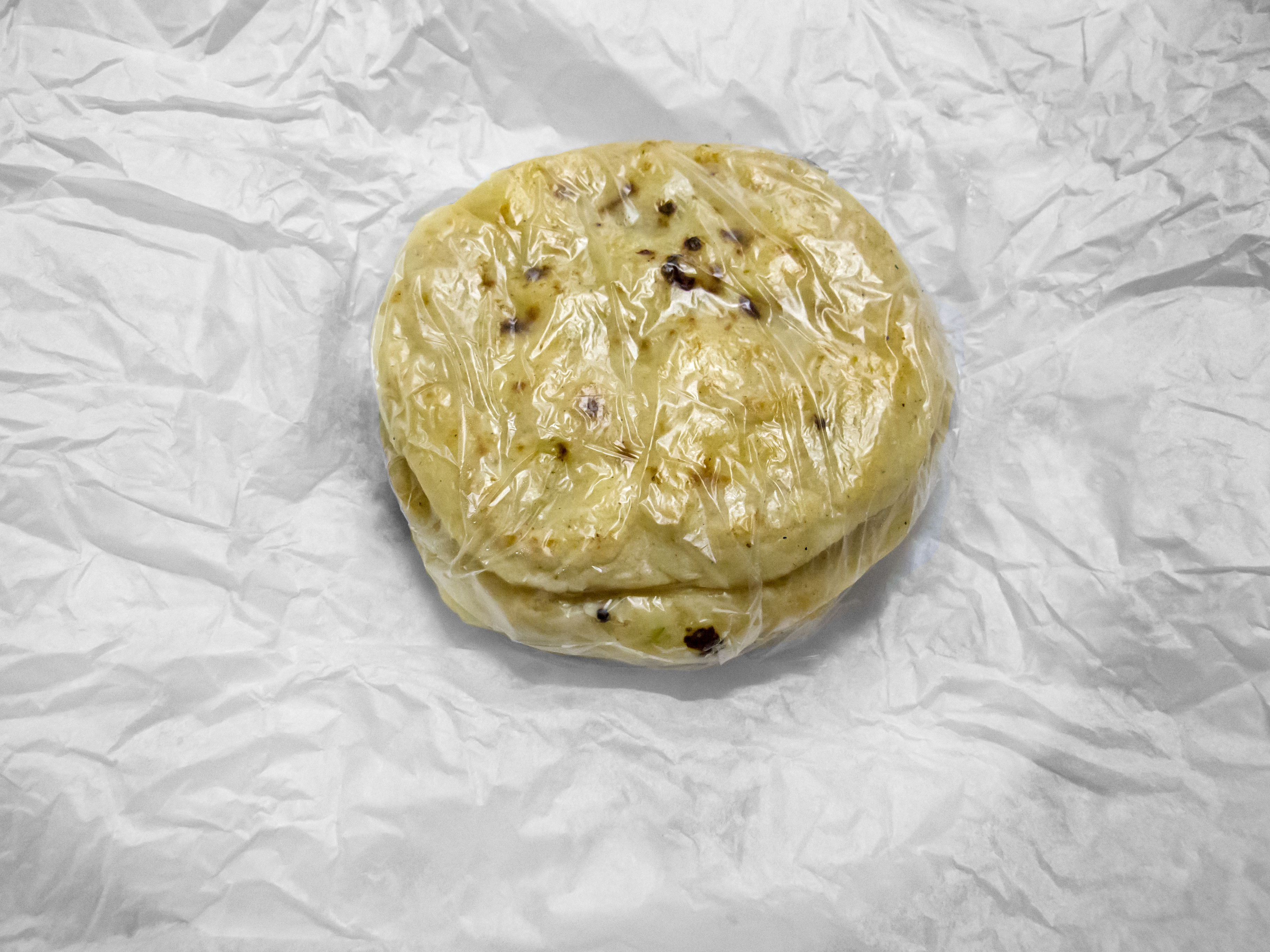
Pupusas para viagem costumam ser embaladas em plástico e depois em papel. (Aqui o papel foi desembalado para mostrar as pupusas)
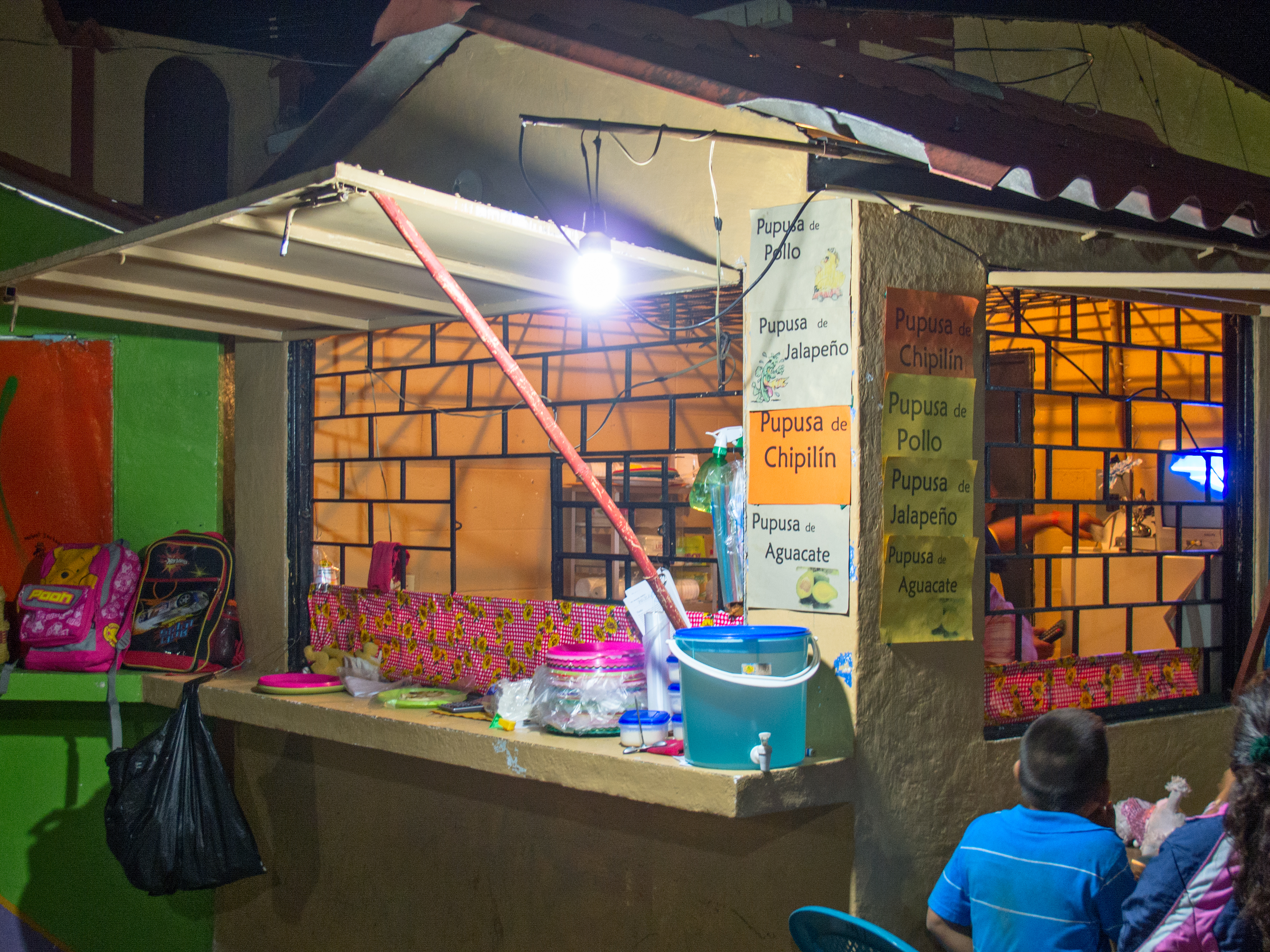
Uma pupusería em Santiago Texacuangos, El Salvador. Note os sabores à venda: frango, jalapeño, chipilín e abacate.
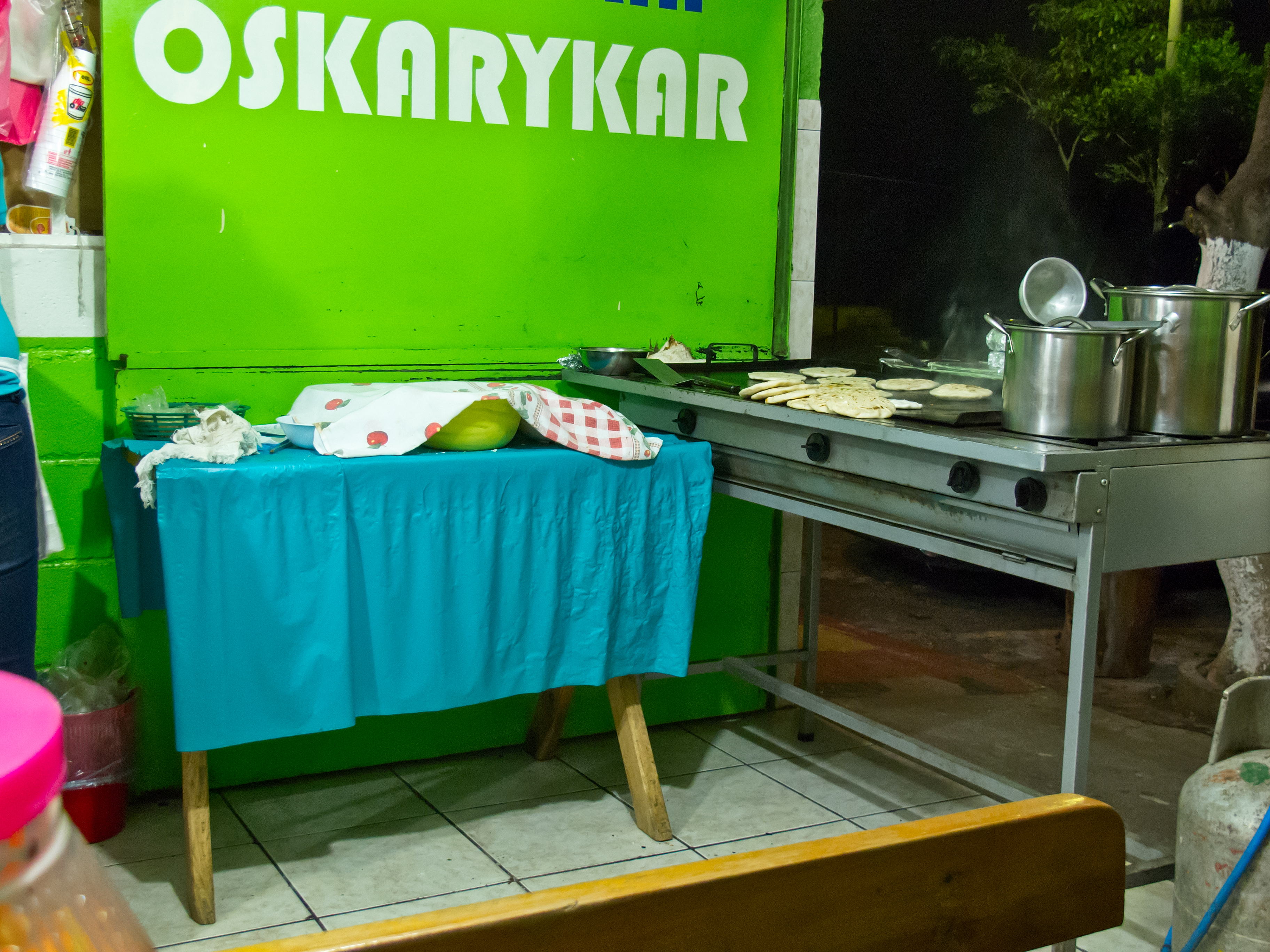
Pupusería em Olocuilta.
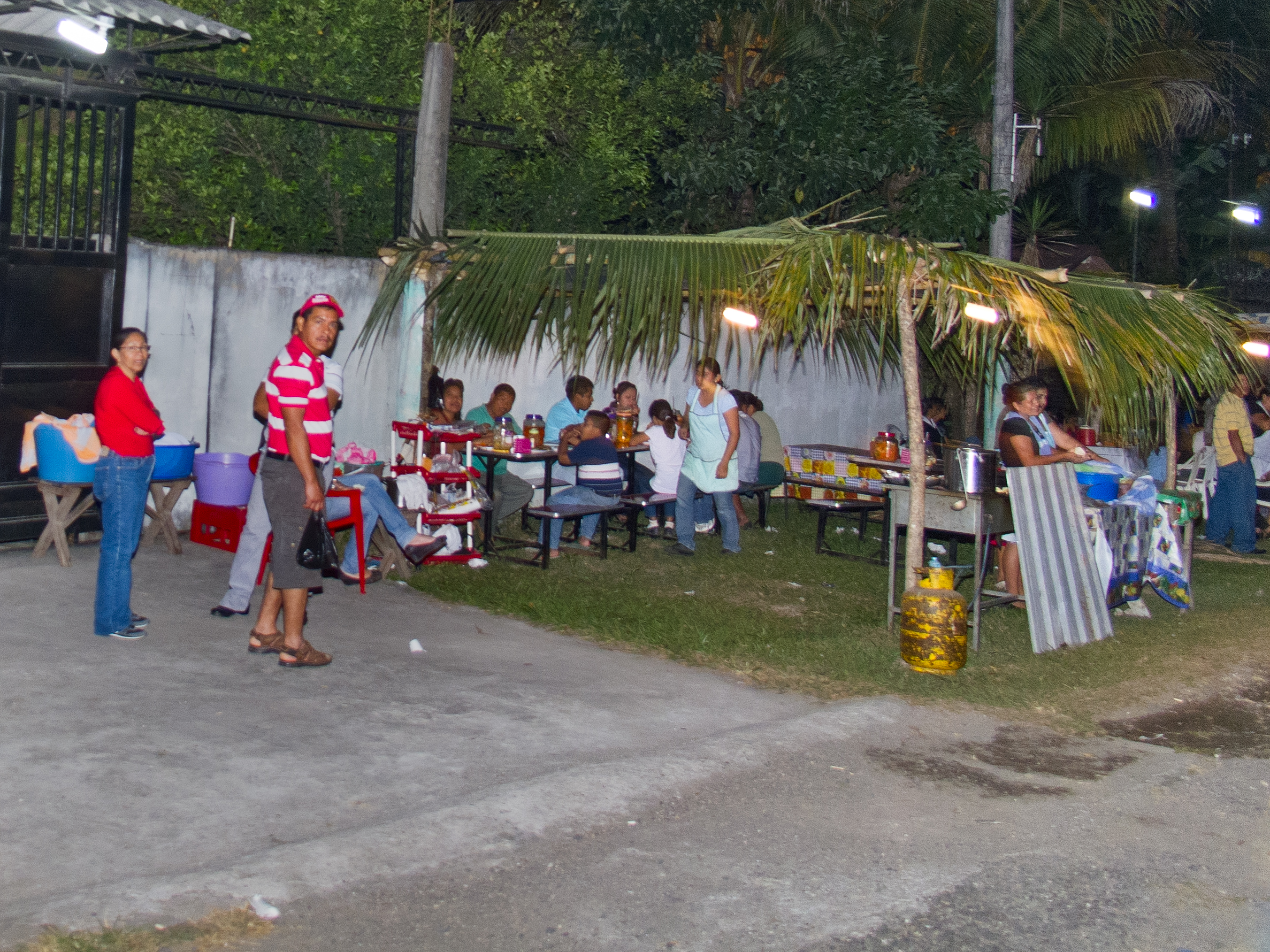
Uma pupusería ao ar livre à noite

## Economia
Apesar de seu baixo valor de comercialização, as pupusas representam parte importante da economia salvadorenha. Além das pupusas inteiras, os ingredientes - individualmente considerados - também são exportados. Pupusas congeladas também são encontradas em muitos supermercados que vendem produtos importados para a atender a clientela hispânica em áreas com concentrações de salvadorenhos, tais como Washington, D.C. e Long Island, em Nova Iorque. As vendas de pupusa têm um papel relevante na economia de El Salvador. De acordo com o Ministério da Economia do país, entre os anos de 2001 e 2003, as pupuserías geraram 22 de milhões de dólares. A exportação de ingredientes como o loroco também ajudou no desenvolvimento da economia. Em 2005, 300 000 pessoas viviam da produção de pupusas, sendo a maioria delas de mulheres.